# Limnefil
Limnefil – gatunek żyjący w jeziorach (strefa limnalu) oraz w innych typach wód, preferujący siedliska jeziorne choć spotykany także w rzekach, drobnych zbiornikach itd. 
zobacz też: limnebiont, limneksen, klasy wierności